# With Love, Chér
With Love, Chér je četvrti album američke pjevačice Cher koji je u studenom 1967. godine izdala izdavačka kuća Imperial Records. Album je komercijalno ostvario ponešto veći uspjeh nego prethodnik te je proizveo četiri singlice.

## Informacije o albumu
With Love, Chér je album koji je kao i prethodnike producirao Sonny Bono te je izdan od podružnice Liberty Recordsa a to je Imperial Records. I ovog puta je korištena ista formula kao i na prethodnim albumima gdje su uvrštene obrade više ili manje poznatih pjesmama te autorska pjesma Sonnya. Na albumu su vokalne sposobnosti Cher veoma snažne i ugodnije no to nije pomoglo komercijalnom uspjehu ostvarenom s prethodnim albumima. 
Četiri singlice su skinute s albuma: obrade pjesama "Behind The Door" te "Hey Joe", kao i dvije autorske pjesme Sonny Bonoa, "Mama (When My Dollies Have Babies)" i posljednji veliki hit dekade "You Better Sit Down Kids".
Album sadrži obrade pjesama "The Time's They Are A-Changin" Bob Dylana, "Hey Joe" te "I Will Wait for You" (iz filma The Umbrellas of Cherbourg). 
Iste godine Cher snima "Bambini Miei Cari (Sedetevi Attorno)", talijansku verziju pjesme "You Better Sit Down Kids" i "Mama", talijansku verziju pjesme "Mama (When My Dollies Have Babies)". Obje verzije su izdane kao singlice a "Mama" je poslije i obrađena od Dalide, francuske pjevačice. 
2005. godine su albumi "Chér (album iz 1966.)" i "With Love, Chér" izdani na zajedničkom CD-u pod nazivom Chér/With Love s kompletnim sadržajem oba albuma. 
Popis pjesama:
Strana A
1. "You Better Sit Down Kids" (Sonny Bono) 3:47
2. "But I Can't Love You More" (Sonny Bono) 3:40
3. "Hey Joe" (Billy Roberts) 3:28
4. "Mama (When My Dollies Have Babies)" (Sonny Bono) 3:28
5. "Behind the Door" (Graham Gouldman) 3:42

Strana B
1. "Sing for Your Supper" (Lorenz Hart, Richard Rodgers) 2:36
2. "Look at Me" (Keith Allison) 3:14
3. "There but for Fortune" (Phil Ochs) 3:28
4. "I Will Wait for You" (Norman Gimbel, Jacques Demy, Michel Legrand) 3:17
5. "The Times They Are a-Changin'" (Bob Dylan) 3:10

## Produkcija
- glavni vokal: Cher
- producent: Sonny Bono
- aranžer: Harold Battiste
- inženjer zvuka: Stan Ross
- fotografija: Sonny Bono
- umjetničko usmjerenje: Woody Woodward